# Храм Лингараджа
Храм Лингараджа — индуистский храм в городе Бхубанешвар, Индия, самый большой храм штата Орисса, памятник архитектуры раннего средневековья.

## История
Храм Лингараджа основан в начале XI века, хотя есть данные о том, что уже в VI веке на этом месте был индуистский храм. Основание первого храма связывают с именем легендарного царя Яяти, который перенёс столицу из Джайпура в Бхубанешвар и превратил последний в большой и процветающий город. Храм Лингараджа посвящён фаллическому культу Шивы, известен большим количеством скульптур, изображающих сцены из индуистской мифологии.

## Храмовый комплекс
Архитектурный ансамбль храмового комплекса состоит из трёх больших храмов и более, чем ста, небольших храмов и святынь. Южный храм, считающийся главным, посвящён Ганеше, слоноголовому богу мудрости и процветания, сыну Шивы. Вход в храм Ганеши предваряет скульптура его верного спутника — быка Нанди. Западный храм посвящён супруге Шивы — богине Парвати (он построен в XII веке); северный храм посвящён Картикее-Сканде — второму сыну Шивы, предводителю божественного войска. Общая территория храмового комплекса, окружённого каменной стеной двухметровой толщины, составляет более, чем 250 гектаров.
Здание главного храма состоит из четырёх объёмов, расположенных вдоль одной оси с востока на запад: зала для приношений, зала для танцев, главного зала и святилища, создающих единую композицию. Первый объём — зал приношений — имеет форму невысокой усечённой пирамиды, следующий — зал для танцев — почти кубический. Объём главного зала напоминает зал для приношений, но пирамида главного зала выше и богаче украшена.
Центром всей архитектурной композиции является центральная башня храма (шикхара), расположенная над святилищем и имеющая 55 метров в высоту. В плане башня представляет собой квадрат со стороной 19 метров. Однако несмотря на небольшое отношение высоты к ширине, башня не производит впечатления приземистой, напротив — она кажется весьма стройной и устремлённой ввысь. Это достигается своеобразным решением наружной поверхности башни, расчленяемой большим количеством разных по форме и размеру частей, в целом создающих определённый динамический эффект, иллюзию движения вверх.
По форме напоминающая кукурузный початок, шикхара целиком покрыта каменной резьбой и украшена фигурами женщин и животных. Она увенчана дискообразным куполом со шпилем, поддерживаемым рядом львов, являющихся символом царя Яяти, по преданию основавшего первый храм. На территории комплекса располагается ещё несколько башен подобной формы, но меньшего размера.

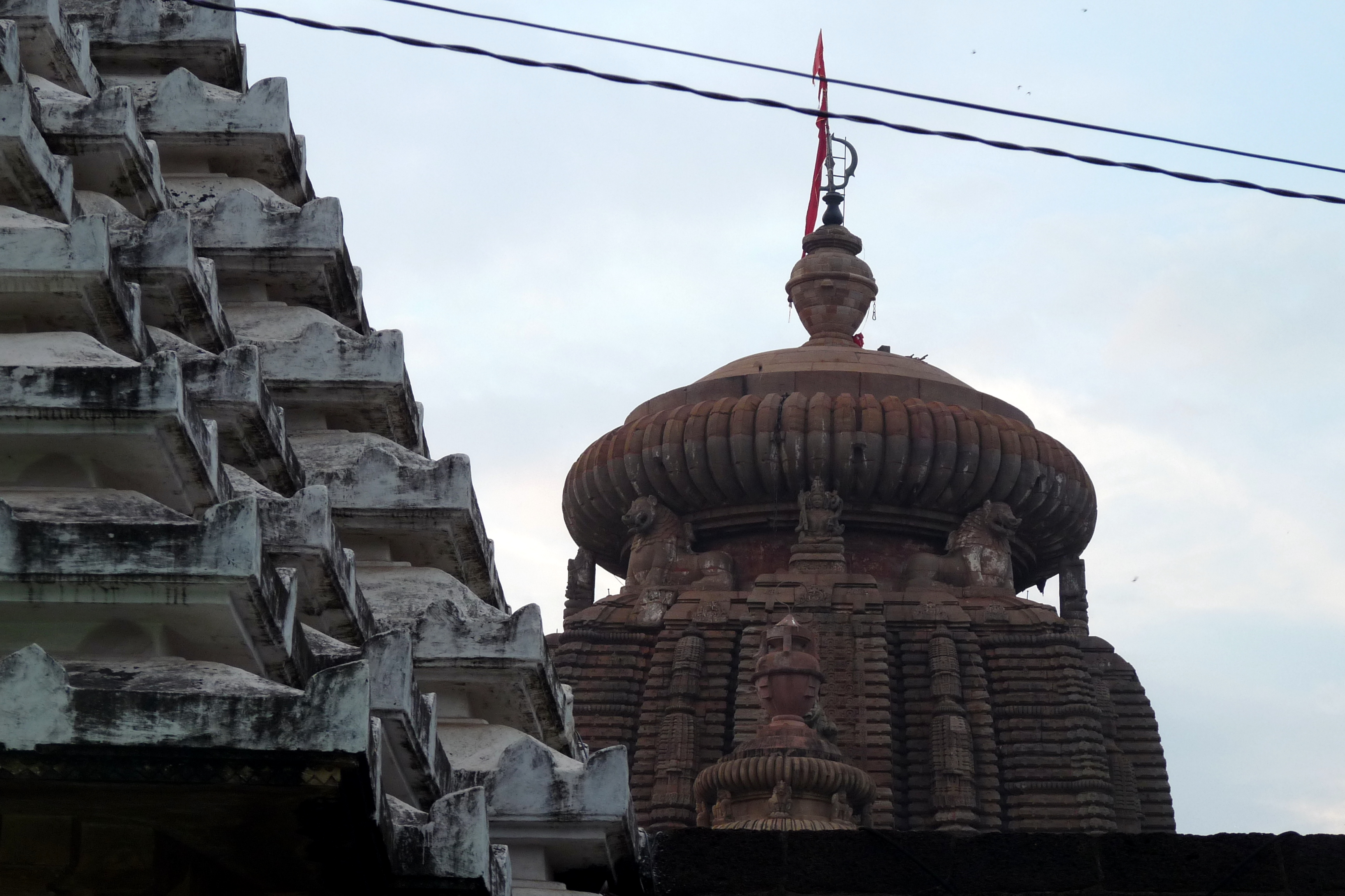
Барабан шикхары и львы

Вход в храмовый комплекс разрешён только индусам. Однако туристы могут рассмотреть постройки храма со специальной смотровой площадки, сооружённой ещё при англичанах.
Образом бога Шивы в храме Лингараджа является его восьмиметровый лингам, вытесанный из гранита. Он установлен в йони из чёрного хлорита (символ женского начала). Лингам храма имеет собственное название «Сваямбху-лингам», именно от него получил название и весь храмовый комплекс («Линга» (санскр. लिङ्गं IAST: liṅgaṃ) — знак, метка, признак, «Раджа» (санскр. रज, IAST: raja) — царь). Этот лингам имеет уникальное свойство: считается, что он принадлежит пополам богам Шиве и Вишну, благодаря чему он почитаем и вишнуитами. На территории храма расположено большое количество лингамов меньшего размера, выполненных из камня или металла.